# Société pour la promotion de la littérature japonaise

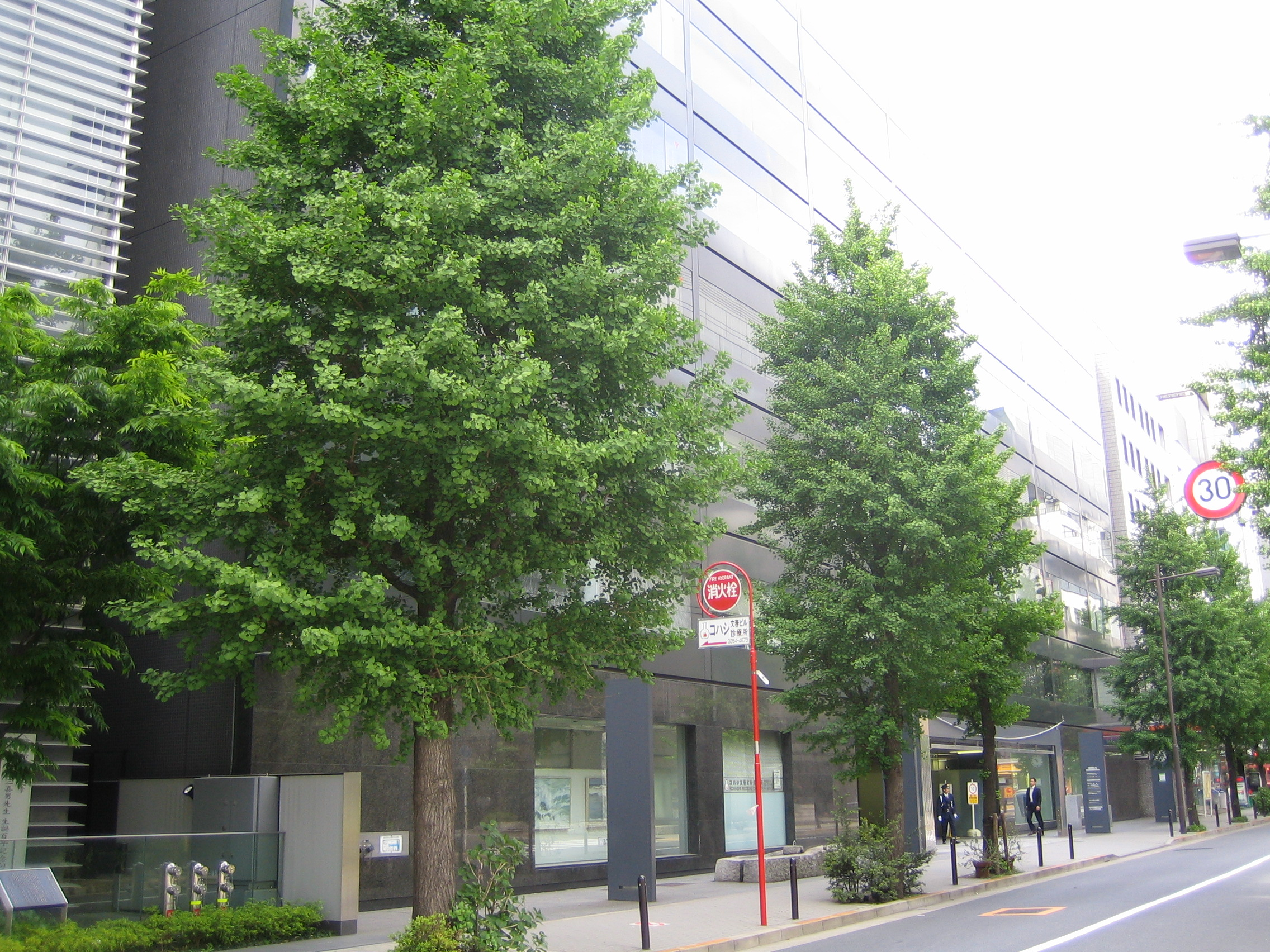
La société d'édition Bungei Shunju

La société pour la promotion de la littérature japonaise (日本文学振興会, Nihon Bungaku Shinkōkai) est une association japonaise créée en 1938 en vue de promouvoir la littérature japonaise.
Elle organise cinq prix littéraires :
- Prix Akutagawa
- Prix Kikuchi
- Prix Matsumoto
- Prix Naoki
- Prix Ohya

## Source
- (en) Cet article est partiellement ou en totalité issu de l’article de Wikipédia en anglais intitulé « Society for the Promotion of Japanese Literature » (voir la liste des auteurs).